# Paringa (fleuve)
Pour les articles homonymes, voir Paringa.
Le fleuve Paringa est un cours d’eau du district de Westland, dans la région de la West Coast dans l’Île du Sud de la Nouvelle-Zélande, qui se jette dans la Mer de Tasman.

## Géographie
Il s’écoule vers le nord-ouest à partir de son origine dans les Alpes du Sud, au sud-ouest du Mont Hooker, à 2 km à l'ouest du Mont Gordon (1 880 m), atteignant la Mer de Tasman à 10 kilomètres au sud-ouest de Bruce Bay (en).